# IPhone 11
iPhone 11（アイフォーン イレブン）は、Appleが開発・販売していたIPhoneの13世代目のモデルである。

## 概要
iPhone 11は、2019年9月10日（現地時間）、アメリカ・カリフォルニア州クパティーノのApple ParkにあるSteve Jobs TheaterにてフラグシップモデルであるiPhone 11 Pro/11 Pro Maxと同時に発表された、iPhone XRに続く13代目のiPhoneである。
iPhone XRから引き続きLiquid Retina HDディスプレイを搭載し、耐水・防塵はIP68等級を有している。（規格60529にもとづくIP68等級 最大水深2メートルで最大30分間）これは前代のiPhone XRより高い耐水・防塵性能である。
カラーはホワイト、ブラック、グリーン、イエロー、パープル、(PRODUCT)REDの全6色 であり、グリーンとパープルはiPhone 11で新しく追加されたカラーである。
SoCにはTSMC製造のApple A13 Bionicを採用している。またiPhone XR同様、eSIM対応デュアルSIMや触覚タッチに対応している。
2019年9月10日から予約受付を開始し、同年9月20日に発売された。

### カメラ
従来の広角レンズに加え、新たに超広角レンズを搭載している。
暗い場所で撮影するためのNight modeをサポートしている。
iOS 13.2以降では、2つのカメラで合計9枚の写真を一度に撮影し、1つの写真に合成するDeep Fusion機能が使える。

### バッテリー
iPhone 11はiPhone XRよりも最大で1時間長いバッテリー駆動時間がある。

### 通信規格
無線LANは、Wi-Fi6（IEEE802.11ax）2x2 MIMOとなっており最高1200Mbpsの速度に対応している。Bluetooth 5.0対応。
携帯ネットワークは2x2 MIMO、4GでVoLTE（HD+） 及び、LAA対応ギガビット級LTE（日本では最大968Mbps）に対応している。

### ディスプレイ
iPhone 11はディスプレイにiPhone XRと同じく液晶パネルのLiquid Retina HDディスプレイが使われている。

## 急速充電（PD充電）の仕様
iPhone 11は、オプションのApple USB-C - Lightningケーブルと18WのApple USB-C電源アダプタでの急速充電に対応している。急速充電を行うと30分で50%まで充電できるが、18Wを超えるApple USB-C電源アダプタを使用しても18W電源アダプタと同じ出力になる。iMacやMacBook ProのUSB-Cポートでは15Wでの急速充電が出来る 他、MacのUSB Type-AポートでもUSB-PDより遅い10Wで急速充電ができる。

## iPhone 11ディスプレイモジュール交換プログラム
2019年11月から2020年5月までの間に製造されたiPhone 11の一部にディスプレイモジュールの不具合があり、画面がタッチに反応しなくなる可能性があることが判明し、2020年12月4日からディスプレイモジュール交換プログラムが開始された。対象かどうかは下記ページでシリアル番号を入力することで確認できる。期間は購入日より2年となる。
タッチの問題に対する iPhone 11 ディスプレイモジュール交換プログラム